# スクランブルサンデー
『スクランブルサンデー』は、1999年4月4日から2006年4月2日まで山陰放送 (BSS) ラジオで放送されていたラジオ番組である。
音楽と情報を主とする内容で放送されていた日曜のローカルワイド番組。2003年9月までは午前中のみの放送であったが、同年10月の番組リニューアルで午後にも2時間の放送を行うようになった。
2002年3月までは、山陰放送のアナウンサーたちが週替わりでパーソナリティを務めていた。同年4月の番組リニューアルを機に専属のパーソナリティを置くようになり、2003年3月までの1年間は桑本みつよしが、同年4月から最終回までの3年間は大田祐樹が番組を担当していた。さらに2004年9月からは、音楽バンドのSANISAIもコーナー担当者として出演していた。
番組タイトルは、実際のタイトルロゴにおいては『スクランブル・サンデー』と表記されていた。しかし、山陰放送公式サイト内でのテキスト表記は一定しておらず、本項の記事名と同じ『スクランブルサンデー』表記や、中黒ではなく黒星マークを入れた『スクランブル★サンデー』表記が混在していた。
レギュラー放送の終了後、2007年3月11日に番組復活スペシャルが放送された。

## 放送時間
いずれも日本標準時。2003年10月の番組リニューアルで午後の放送も開始してからは、午前の部を『Part I』、午後の部を『Part II』と称していた。
- 日曜 10:00 - 11:00（1999年4月4日 - 2000年3月）
- 日曜 09:00 - 11:00[3]（2001年4月 - 2003年9月） - 実際には10:59から『山陰地区船舶気象通報』が放送されていた時期もある[4]。
- 日曜 09:00 - 10:59, 12:00 - 14:00[5]（2003年10月 - 2004年9月）
- 日曜 09:30 - 10:59, 12:00 - 14:00[6]（2004年10月 - 2006年4月2日）